# Tengor
Tengor is een bestuurslaag in het regentschap Tanggamus van de provincie Lampung, Indonesië. Tengor telt 685 inwoners (volkstelling 2010).